# Psychomyia yangae
Psychomyia yangae är en nattsländeart som beskrevs av Schmid 1997. Psychomyia yangae ingår i släktet Psychomyia och familjen tunnelnattsländor. Inga underarter finns listade i Catalogue of Life.